# Szabadtéri Vízügyi Múzeum
A Szabadtéri Vízügyi Múzeum Szolnok és Szajol között, a Milléri szivattyútelepen található.
A szabadtéri Vízügyi Múzeum jellegét tekintve szakgyűjtemény. A múzeum fő látványossága az 1862-ben épült zsilip és az 1885-ben kiépített szivattyútelep. A szivattyútelep több mint 100 éves gépe még ma is működik. A szabadtéri rész főleg vízügyi gépeket mutat be, és az azokhoz kapcsolódó berendezéseket, eszközöket. A kiállítás anyaga a Közép-Tisza-vidék vízgazdálkodásának közel 200 évét dolgozza fel.
Nyitvatartás: Előzetes bejelentkezés alapján.

## Külső hivatkozás
- Vízügyi Múzeum honlap